# Extraction du cobalt

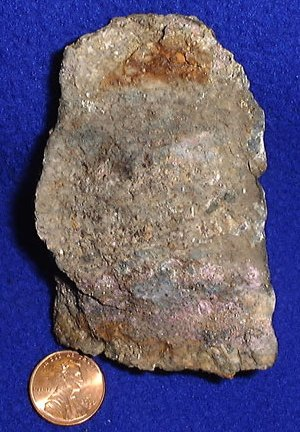
Minerai de cobalt.

Il existe plusieurs méthodes pour séparer le cobalt du cuivre et du nickel. Elles dépendent de la concentration du cobalt et la composition exacte du minerai utilisé. 

## Récupération à partir de concentrés de sulfure de cuivre-cobalt
Les minerais sont traités par un grillage de sulfatation dans un four à lit fluidisé pour convertir les sulfures de cuivre et de cobalt en oxydes solubles et le fer en hématite insoluble. La calcine est ensuite lessivé avec l'acide sulfurique récupéré de l'électrolyse du cuivre. Les concentrés d'oxyde sont introduits à cette étape de lixiviation pour maintenir l'équilibre acide dans le circuit. Le fer et de l'aluminium sont éliminés de la solution de lixiviation par l'addition de chaux, et le cuivre est électrodéposé sur des cathodes de cuivre. Une partie de l'électrolyte usé entre dans le circuit de récupération du cobalt et est purifié par l’enlèvement du fer, du cuivre, du nickel, et du zinc avant la précipitation du cobalt en hydroxyde de cobalt. Ceci est accompli par l'addition de plus de chaux pour élever le pH jusqu'à ce que le restant de cuivre précipite. Ce cuivre est renvoyé dans le circuit de cuivre. Comme plus de chaux est ensuite ajoutée, du cuivre-cobaltite précipite et, est réinjecté dans le processus de lixiviation. De l’hydrogénosulfure de sodium (NaHS) est ajouté (avec un peu de cobalt métallique agissant comme catalyseur) pour précipiter le sulfure de nickel (NiS). Du sulfure d'hydrogène (H2S) et du carbonate de sodium (Na2CO3) sont ensuite ajoutés pour précipiter le sulfure de zinc (ZnS). De la chaux est ensuite ajoutée jusqu’à saturation pour précipiter l’hydroxyde de cobalt(II) (Co(OH)2). Dans les étapes finales, cet hydroxyde de cobalt est re-dissout et le métal est affiné par électrolyse. Les cathodes de cobalt obtenues sont broyées et dégazé sous vide pour obtenir un cobalt métallique pur.

## Récupération à partir de concentrés de sulfure de nickel-cobalt (processus Sherritt)
Le processus Sherritt est un procédé hydrométallurgique nommé d’après la société Sherritt Gordon Mines Ltd. (maintenant Sherritt International) de Sherridon et de Lynn Lake au Manitoba au Canada. Il est basé sur l’ancien processus Forward développé par le Dr Frank Forward pour la récupération de cuivre et de nickel de ces mêmes mines. Des concentrés de sulfure de nickel peuvent être traités par grillage ou par fusion éclair pour produire des mattes desquelles peuvent être récupérés du nickel et du cobalt par des procédés hydrométallurgiques, ou, elles peuvent être traités par une lixiviation sous pression avec une solution d'ammoniac. Le résidu est éliminé. Une charge de matte et de sulfure concentré contenant environ 0,4 % de cobalt et 30 % de soufre est lixivié, sous pression à température élevée et pression élevées, dans une solution ammoniacale pour produire une solution de nickel, cuivre et cobalt. En faisant bouillir (et donc disparaitre) l'ammoniac; le cuivre est précipité sous forme d'un sulfure et envoyé dans un four de fusion. Du sulfure d'hydrogène est ajouté à l'autoclave pour éliminer le sulfure de nickel et le sulfure de cuivre, il est réinjecté dans le processus de lixiviation. De l'air est ensuite soufflé à travers la solution dans l'autoclave pour l’hydrolysation. La solution est ensuite réduite avec de l'hydrogène, à nouveau à haute température élevée et pression élevée, pour précipiter une poudre de nickel (> 99 %). La solution restante (contenant des proportions à peu près égales de sulfures de nickel et de cobalt), est ensuite ajustée (à une température et une pression plus basse) pour précipiter le mélange de sulfures, le liquide est ensuite concentré et cristallisé dans du sulfate d'ammonium ((NH4)2SO4). Le mélange de sulfures est lixivié sous pression avec de l'air et de l'acide sulfurique. L'ammoniac est ensuite ajouté pour enlever le potassium et le fer sous forme de jarosite (KFe(OH)6(SO4)2) qui contient donc des ions Fe III. Plus d'ammoniac et d'air sont ajoutés pour l'oxydation. La solution est retirée de l'autoclave et de l'acide sulfurique est ajouté pour enlever le nickel sous forme de sulfate de nickel(II) et de sulfate d'ammonium hexahydraté ((NiSO4)•((NH4)2SO4)•6H2O), dont le nickel est ensuite extrait. La solution est ensuite réduite, de l'acide sulfurique et de la poudre métallique de cobalt est ajouté pour faciliter la nucléation des composés qui précipitent (ensemencement). L'addition d'hydrogène gazeux jusqu'à saturation, précipite de la poudre de cobalt d’une pureté d'environ 99,6 %.

## Récupération à partir de concentrés d'oxyde de cuivre-cobalt
Le minerai est broyé et les oxydes riches en cobalt sont séparés par flottation par moussage. Le concentré cobaltifère est ensuite mélangé avec de la chaux et du charbon, puis fondu dans une atmosphère réductrice. Le fer et les impuretés plus légères soit flottent à la surface comme des scories solides ou soit sont gazéifiés et expulsés du mélange en fusion. Le liquide restant est composé d'une masse en fusion de cuivre, plus lourde, contenant environ 5 % de cobalt qui est traité pour son cuivre ; et un laitier plus léger contenant approximativement 40 % de cobalt qui est par la suite affinée par un traitement hydrométallurgique et électrolytique. La concentration d'oxyde de cobalt (Co3O4) peuvent également être réduite par une réaction aluminothermique ou avec du carbone dans un haut-fourneau.

## Récupération de minerais latéritiques
Les minerais latéritiques de nickel-cobalt peuvent être traités soit par des procédés hydrométallurgiques ou des procédés pyrométallurgiques, comme la fusion de mattes ou de ferronickel, qui exigent que l'ensemble du minerai soit fondu et les métaux soient séparés des composants résiduels du minerai. Le procédé hydrométallurgique pour le minerai de latérite peut utiliser la lixiviation par des solutions d'acide sulfurique ou d'ammoniaque.

## Récupération à partir de minerais d'arséniure
Les concentrées arsénié sont grillés dans un lit fluidisé pour éliminer 60 % à 70 % de l'arsenic présent sous forme d’oxyde d'arsenic (As2O5). Les minerais grillés peuvent être traités avec de l'acide chlorhydrique et du chlore ou de l'acide sulfurique pour obtenir une solution lixivié qui peut être purifiée par des procédés hydrométallurgiques et à partir de laquelle le cobalt peut être récupéré par électroraffinage ou par précipitation du carbonate. Si de l'acide chlorhydrique est utilisé, le cobalt peut être extrait à l'aide d’alanine 336 en méta-xylène. Le cobalt peut également être extrait en utilisant du Cyanex 272 {acide phosphinique bis-(2,4,4-triméthylpentyle). Lorsque le carbonate de cobalt(II) (CoCO3) est chauffé (calciné) au-dessus de 400 °C, il se décompose en dioxyde de carbone (CO2) et en oxyde de cobalt(II) (CoO) et peut être affiné en tant que concentré d'oxyde (voir ci-dessus).

## Electro raffinage
La purification par électrolyse, d’une solution aqueuse de sulfate porté à une température située entre 50 et 70 °C, est habituellement utilisée avec une anode en plomb (dont les produits de corrosion ne vont pas contaminer la solution électrolytique d’oxyhydroxyde de cobalt (CoOOH)) et une cathode en acier inoxydable qui permettra le retrait facile du cobalt déposé. L’électroraffinage dans une solution de chlorure ou de sulfate à -0,3 V donnera un revêtement de cobalt pur à 99,98 %, sur la cathode.